# Velká aula Karolina
Velká a malá aula Karolina jsou dva hlavní slavnostní sály Karolina, nejstarší historické budovy Univerzity Karlovy v Praze. Gotické budovy pocházejí z doby založení univerzity ve 14.-15. století, jejich současná podoba gotických prostor je výsledkem stavebních úprav architekta Jaroslava Fragnera. 

## Velká aula
Velká aula se nachází v prvním poschodí historické budovy Karolina a je hlavním a největším sálem Karolina. Kapacita velkého sálu je 405 sedících osob a 30 míst k stání. Dalších 19 míst je určeno pro přísedící. Konají se zde slavnostní shromáždění, imatrikulace a promoce studentů a absolventů a členů akademické obce, jmenování profesorů a některé další události, např. zahajování a ukončování konferencí, či konání koncertů apod. 

### Výzdoba
Ve středové části sálu, naproti vstupu, se nachází gotický arkýř s původní univerzitní kaplí. V arkýři je umístěn oltář - gotický obraz Panny Marie. Před ním je mramorová náhrobní deska profesora Matouše Collina z Chotěřiny z poloviny 16. století.
Téměř celou stěnu přední části sálu zaujímá tapiserie s motivem klečícího Karla IV. předávajícího zakládací listinu univerzity sv. Václavovi, podle předobrazu vyobrazeného na nejstarším pečetidle Karlovy univerzity z roku 1348 a dále některé části textu z listiny. Autorkou tapiserie je M. Teinitzerová podle návrhu V. Sychry (1948).
Nad čelní částí auly jsou umístěny znaky korunních zemí Českého království. Po levé straně sálu před gobelínem je socha stojícího Karla IV. s listinou v ruce. Socha je dílem K. Pokorného z roku 1950. 
V aule jsou také barokní varhany, které sem sem byly přeneseny ze zrušené jezuitské koleje v Chomutově při rekonstrukci sálu v polovině 20. století.

## Malá aula
Malá aula původně sloužila jako posluchárna lékařské fakulty. V čele sálu jsou barokní obrazy sv. mučedníků Kosmy a Damiána. Dále jsou zde obrazy profesorů fakulty medicíny a barokní obrazy od Jana Jiřího Heinsche, Petra Brandla, Jan Petra Molitora ad. Malá aula také sloužila pro volby rektorů pražské univerzity.

## Galerie

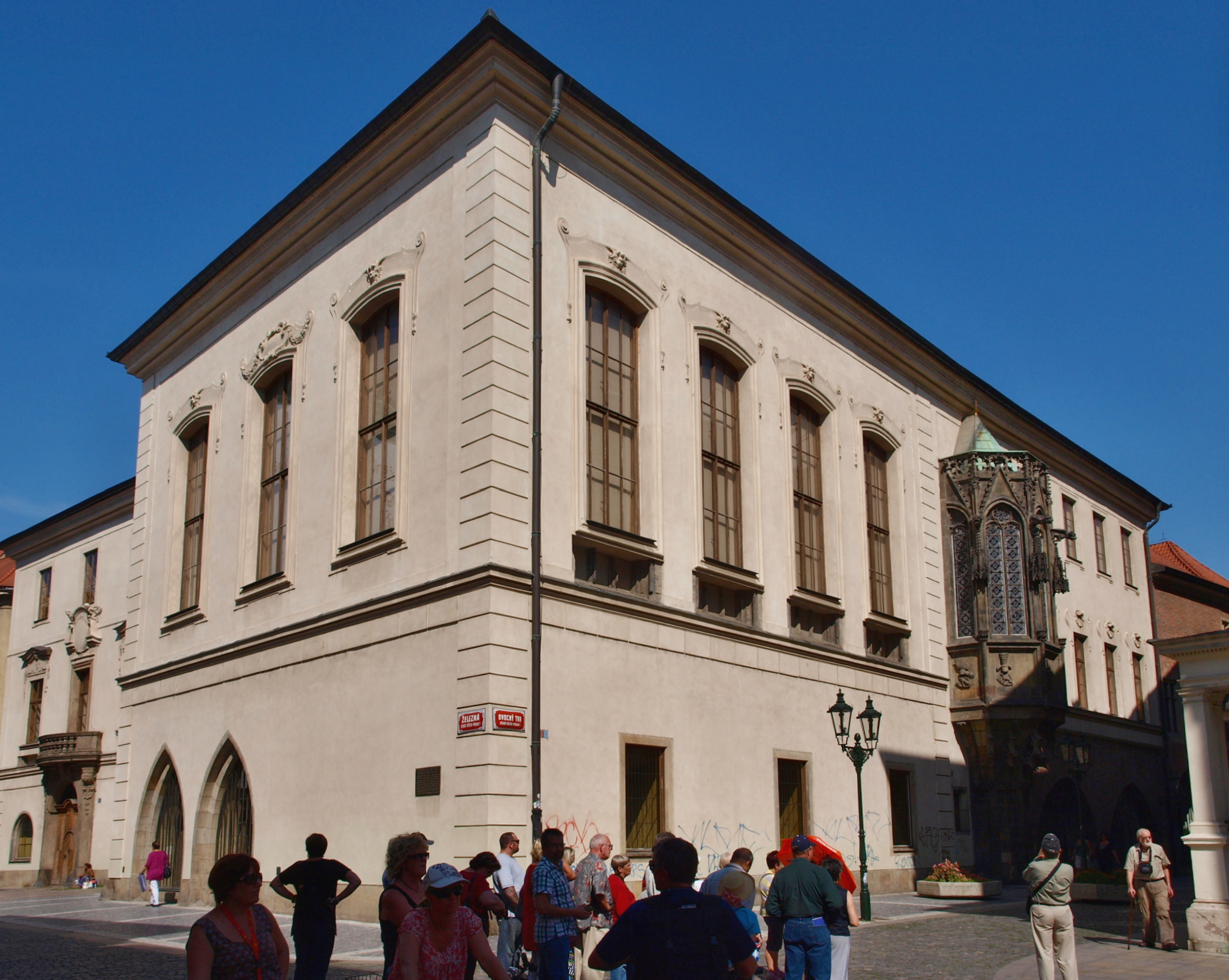
Karolinum, exteriér Velké auly s gotickým arkýřem z Ovocného trhu
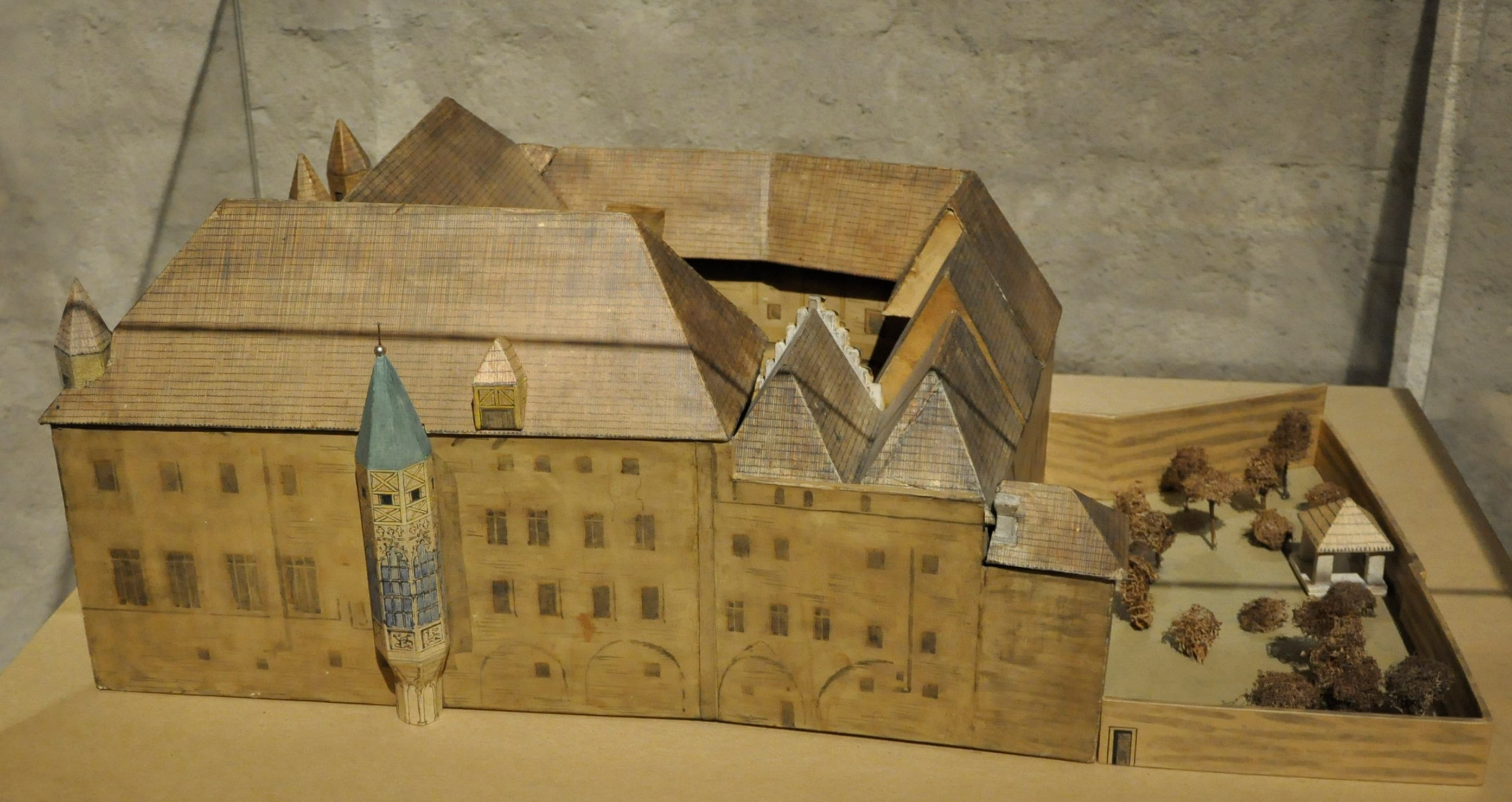
Podoba Karolina v roce 1711 před barokní přestavbou
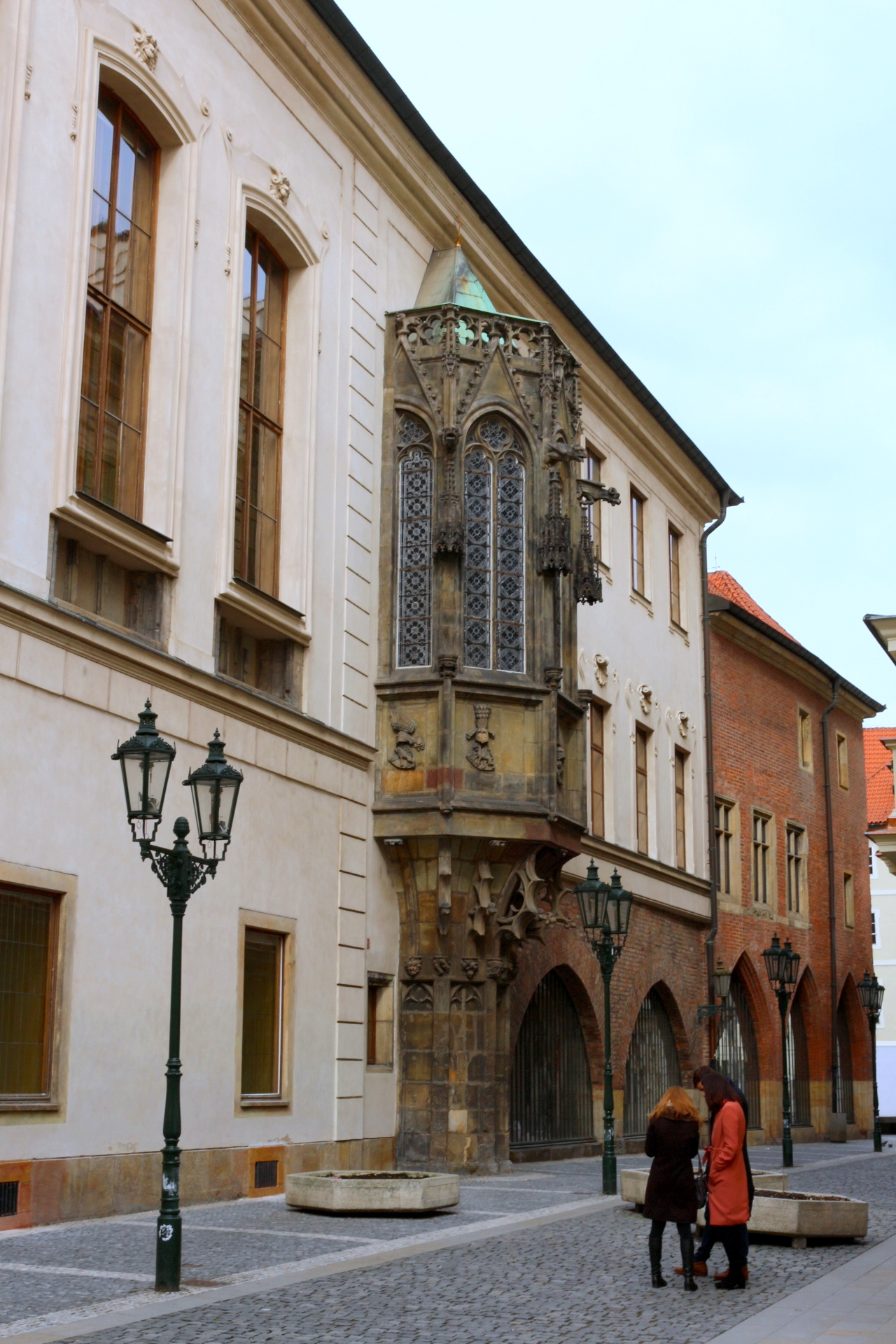
Arkýřová kaple
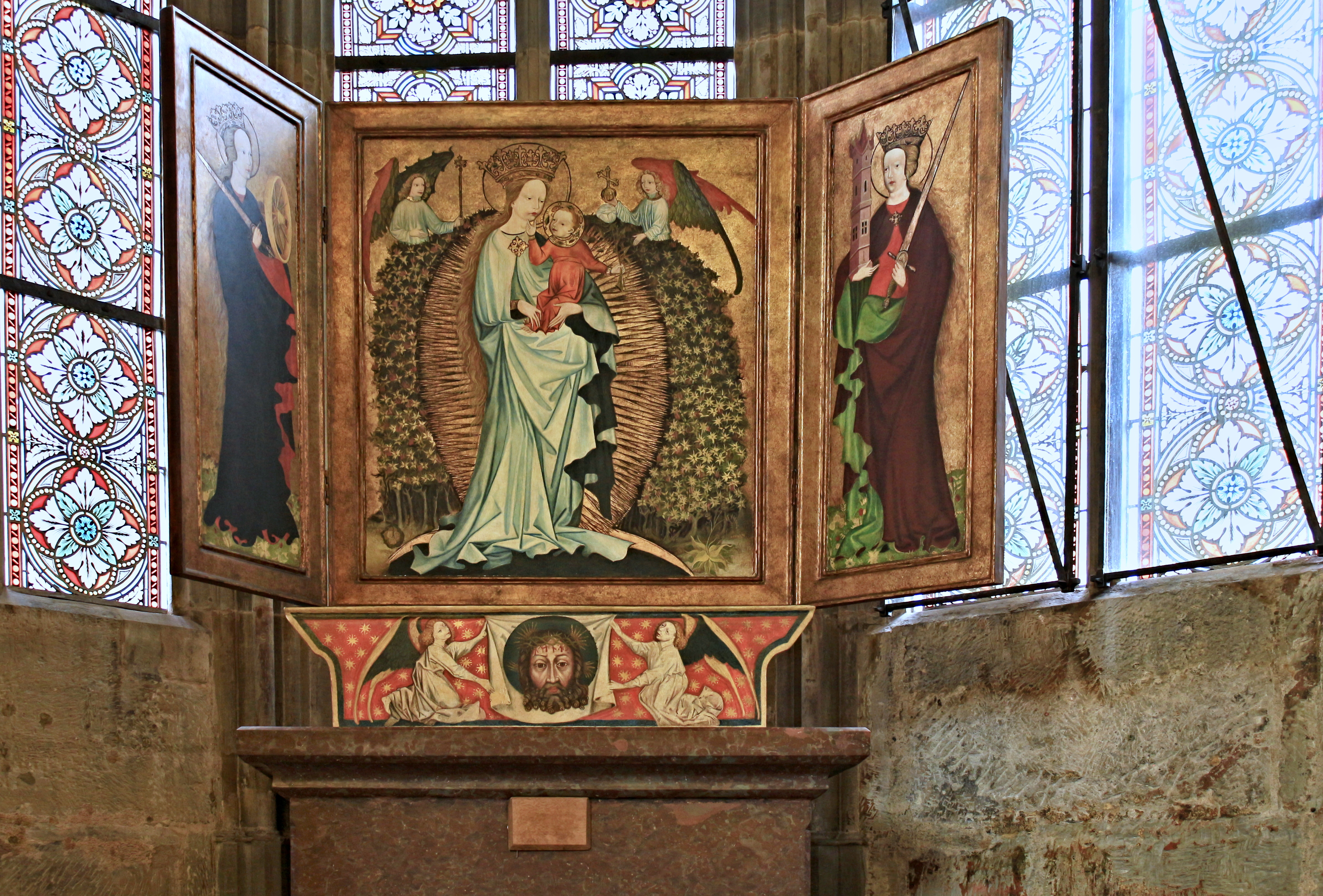
Gotický oltář v arkýři Velké auly